# Halichondria
Halichondria är ett släkte av svampdjur. Enligt Catalogue of Life ingår Halichondria i familjen Halichondriidae, men enligt Dyntaxa är tillhörigheten istället familjen Halichondridae.

## Bildgalleri

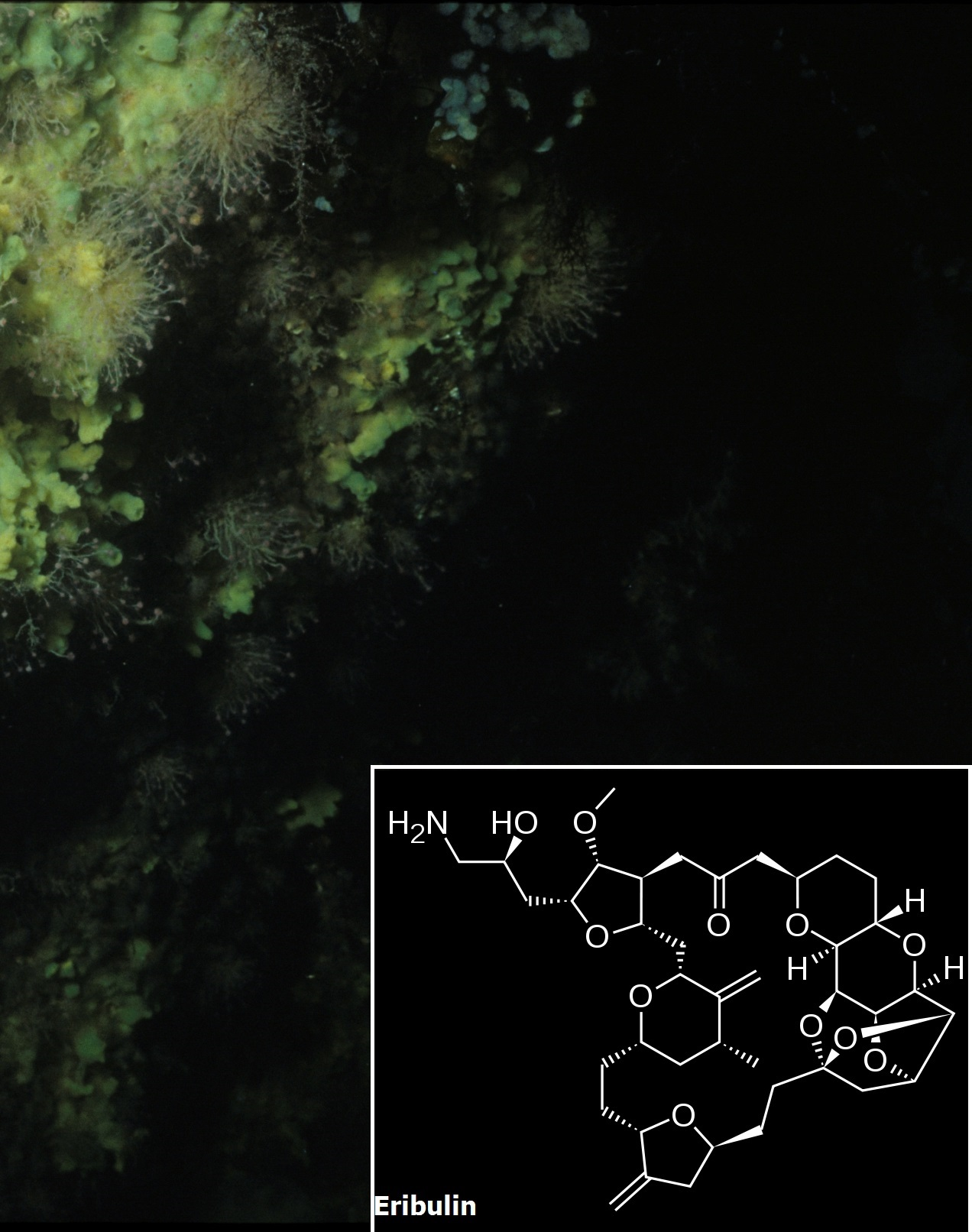
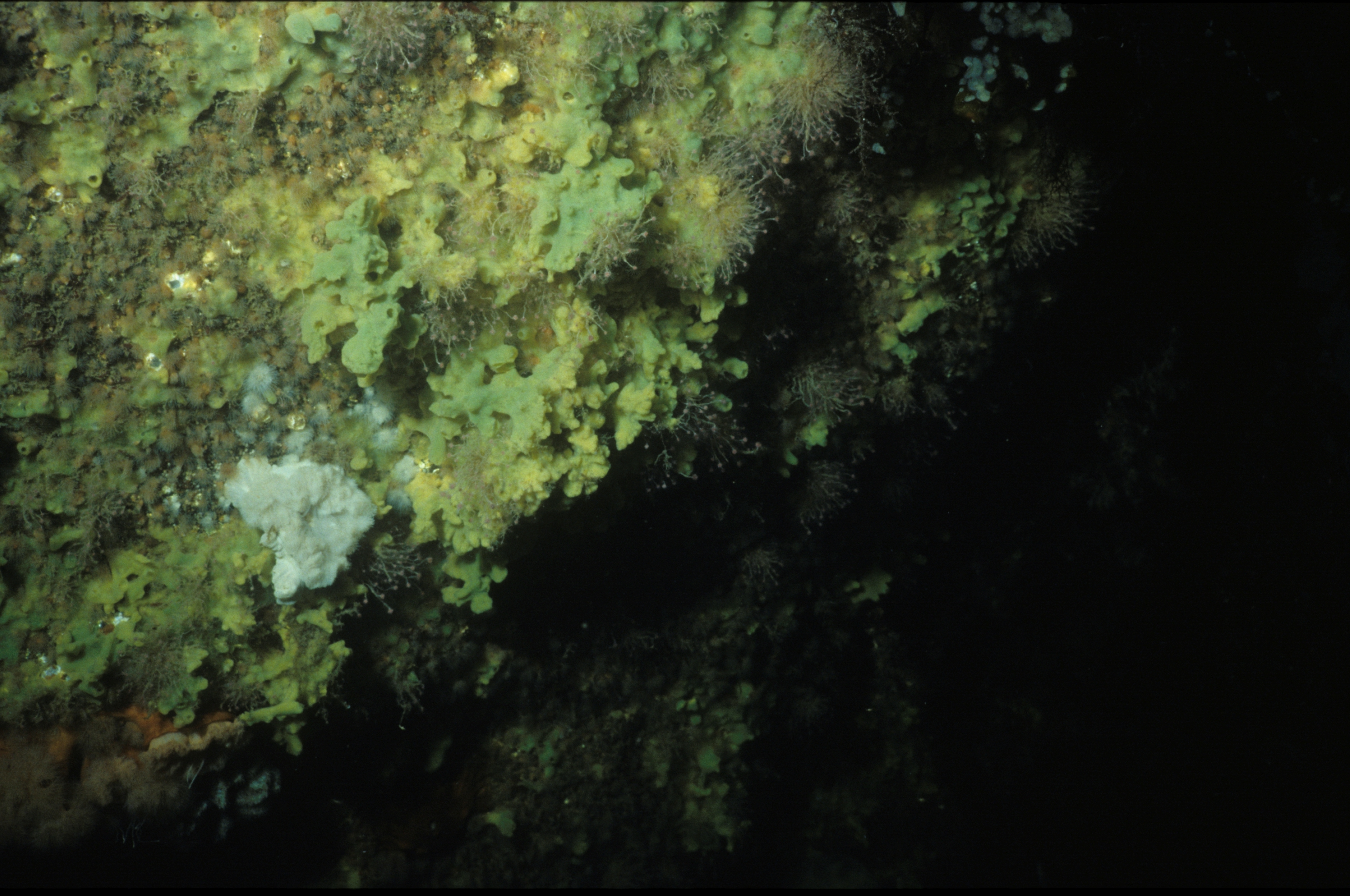
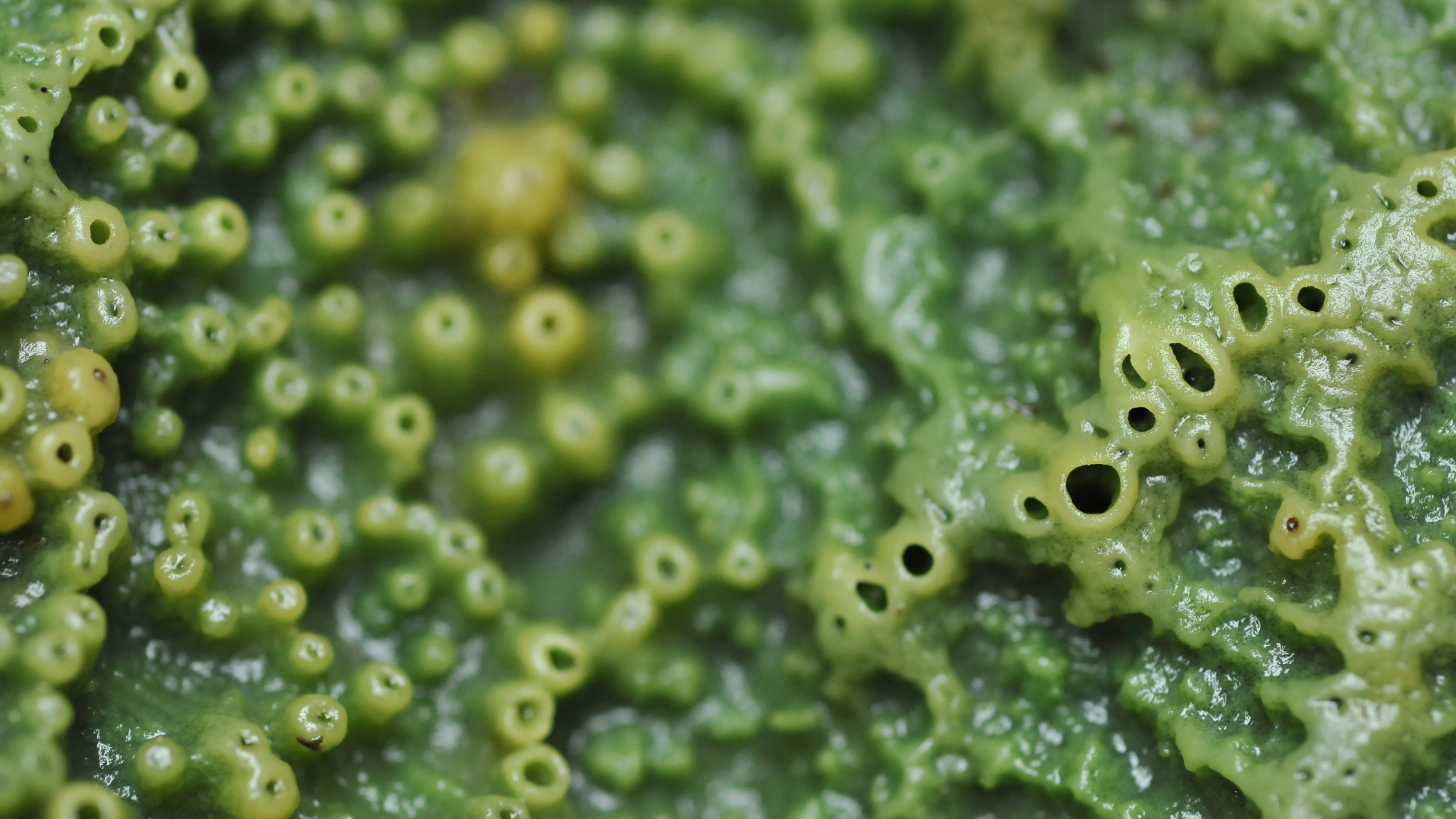

## Dottertaxa tillHalichondria, i alfabetisk ordning[1][2]
- Halichondria adelpha
- Halichondria agglomerans
- Halichondria albescens
- Halichondria aldabrensis
- Halichondria almae
- Halichondria arenacea
- Halichondria arenosa
- Halichondria armata
- Halichondria aspera
- Halichondria attenuata
- Halichondria axinelloides
- Halichondria bergquistae
- Halichondria bowerbanki
- Halichondria brunnea
- Halichondria cancellosa
- Halichondria cartilaginea
- Halichondria cebimarensis
- Halichondria coerulea
- Halichondria colossea
- Halichondria contorta
- Halichondria convolvens
- Halichondria cornuloides
- Halichondria corrugata
- Halichondria cristata
- Halichondria cylindrata
- Halichondria darwinensis
- Halichondria diversispiculata
- Halichondria dubia
- Halichondria fallax
- Halichondria fastigiata
- Halichondria flexuosa
- Halichondria foetida
- Halichondria foraminosa
- Halichondria fragilis
- Halichondria gageoenesis
- Halichondria genitrix
- Halichondria glabrata
- Halichondria granulata
- Halichondria heterorrhaphis
- Halichondria incrustans
- Halichondria intermedia
- Halichondria isthmica
- Halichondria japonica
- Halichondria knowltoni
- Halichondria labiata
- Halichondria lambei
- Halichondria lendenfeldi
- Halichondria leuconoides
- Halichondria longispicula
- Halichondria lutea
- Halichondria magniconulosa
- Halichondria melanodocia
- Halichondria membranacea
- Halichondria miggottea
- Halichondria minuta
- Halichondria modesta
- Halichondria moorei
- Halichondria muanensis
- Halichondria nigrocutis
- Halichondria normani
- Halichondria oblonga
- Halichondria okadai
- Halichondria osculum
- Halichondria oshoro
- Halichondria oxiparva
- Halichondria panicea
- Halichondria papillaris
- Halichondria pelliculata
- Halichondria phakellioides
- Halichondria poa
- Halichondria pontica
- Halichondria prostrata
- Halichondria renieroides
- Halichondria ridleyi
- Halichondria schmidti
- Halichondria semitubulosa
- Halichondria sitiens
- Halichondria solidior
- Halichondria stalagmites
- Halichondria stylata
- Halichondria suberosa
- Halichondria sulfurea
- Halichondria surrubicunda
- Halichondria syringea
- Halichondria tenebrica
- Halichondria tenera
- Halichondria tenuiramosa
- Halichondria tenuispiculata
- Halichondria turritella
- Halichondria vansoesti
- Halichondria velamentosa